# Stojan Danev
Stojan Petrov Danev (in bulgaro Стоян Петров Данев?; Šumen, 25 gennaio 1858 – Sofia, 30 luglio 1949) è stato un politico bulgaro e primo ministro del principato di Bulgaria in due diversi mandati.

## Biografia
Laureato in giurisprudenza sia all'università di Heidelberg sia all'università di Parigi, Danev prestò servizio in numerosi ruoli ministeriali, tra cui ministro degli esteri e divenne noto come forte sostenitore della Russia imperiale. Durante il primo periodo di Danev come primo ministro (che cominciò il 4 dicembre 1902) venne allo scoperto la questione dei macedoni. Un gruppo conosciuto come il Comitato supremo macedone venne stabilito a Sofia da Trajko Kitančev che aveva lo scopo di reclamare la terra macedone dall'impero ottomano. Nel 1902 il gruppo sobillò una rivolta nella regione del fiume Struma, ma venne sedata e Stanev, dietro consiglio della Russia, mise fuori legge il movimento. Il suo governo fu perseguitato dalla questione macedone da allora fino al 1903 quando fu rimosso dall'incarico a causa del timore di una rivolta generale macedone, oltre che per l'opposizione alle bande guerrigliere macedoni che godevano di un certo sostegno popolare in Bulgaria, e fu rimpiazzato dal generale Račo Petrov.
Danev prestò servizio in numerose governi moderati di coalizione e fu uno dei firmatari del Trattato di Londra. Quando divenne chiaro che lo zar Ferdinando non intendeva onorare i termini del trattato, Danev venne scelto per succedere a Ivan Gešov come primo ministro, anche se il suo secondo ministero fu breve (14 giugno-17 luglio 1913).